# フォーリンラブ
フォーリンラブは、ワタナベエンターテインメントに所属する日本の男女お笑いコンビ。

## メンバー
本人たち曰く実際の関係をよく聞かれるが、コントの設定のような関係はない。
バービー（1984年1月26日（41歳） - ）ボケ（ネタによってツッコミ）担当。

ハジメ（本名:佐原 肇〈さはら はじめ〉1984年7月28日（40歳） - ）ツッコミ（ネタによってボケ）担当。
和歌山県橋本市出身、和歌山県立橋本高等学校卒業。身長181cm、血液型A型。
最初はNSC大阪校へ26期生として入学するも（当時の同期はかまいたち・和牛・天竺鼠・藤崎マーケットなど）、約6か月後にNSCを中退し上京。創設されたばかりのワタナベコメディスクールに1期生として入学した。
お笑いで影響を受けたのは、中学生の時に視ていた『すんげー!Best10』（朝日放送）と、紳助・竜介のビデオだったと話していたことがある。
小学生、中学生の時にSPEEDのファンクラブに入っていた。
父はデザイン会社の社長で、裕福な家庭に育った。母からは大変溺愛され、非常に甘やかされていたらしく『お笑い芸人親子で漫才王座決定戦スペシャル』にて上京してから4年間で毎月20万円、トータルでおよそ1000万円もの仕送りをもらっていたことや母が彼の家の家具を勝手に全て買い換えてしまうなどの溺愛エピソードが披露された。共演者からは呆れられ、ハジメ自身も「これで凄い好感度が下がったと思う」と嘆いた。
上京時に舞台へ立つ機会を求めて、早稲田大学のお笑いサークル「早稲田寄席演芸研究会」に所属していた時期があった。その時に浅井企画の山マウンテン、松竹芸能のカノンと知り合った（現在はどちらも解散）。
土田晃之と容姿が似ているのを度々指摘され、ものまねしたこともある。土田本人も似ているのを認め、『アリケン』出演時にバービーと共演した際はハジメのものまねをしていた。
ものまねの実力が高く、2011年1月7日放送の『爆笑そっくりものまね紅白歌合戦スペシャル』で山崎まさよしの「セロリ」のまねを含んだネタを披露し、ネタ後のトークでカール北川から「君、こっちの世界で食っていけるよ」と絶賛されたのを明かしている。
2014年11月19日に結婚。2022年10月21日、約6年にわたる不妊治療を経て、第1子女児が誕生。
2020年に閉局したRadio NEOで2015年から番組MCを担当。ラジオパーソナリティを足がかりに名古屋を拠点とした活動も増えている。

## 来歴
ワタナベコメディスクール1期生を卒業後同スクールを手伝いに来ていたハジメが、2期生として入学しコンビとして活動していたバービーと出会う。
バービーが2007年にイモトアヤコとのコンビ「東京ホルモン娘」を解消し、しばらくの間ピン芸人として活動。その後、普段と違う相方とライブをする企画でバービーにハジメの方からスカウトして後の結成に至った。

## 芸風
主にコント。「1分間のラブストーリー」と銘打ち、色々なシチュエーションやネタのコントから始まるが、徐々に男女の関係になっていくというものを演じている。「イエス、フォーリンラブ」を締めのセリフとしている。
なお、この内容のコントを始めたのは「自分たちの姿を見て、美男美女同士で恋愛しているという設定だったら、面白いかな」というのを思い付いたからだった。
ハジメは常に「この人たちが恋におちたら」と考えながら刑事ドラマなどを見るが、恋愛ドラマはそれ自体が正解で応用しにくいためあまり見ない。
ハジメのスーツの衣装は、ワタナベコメディスクール時代の講師だった桑原貞雄（ピーピングトム）が着ていたものをまねたもの。
コント以外でのバラエティ番組ではバービーがイジられキャラとなり、「バービーをいじめないで下さい」「春を迎えるたびバービーが美しくなっていく」など常にハジメがバービーを持ち上げたり、擁護するポジションを務めている。

## 出演

### 現在の出演番組
- バービー&村上佳菜子の編集長私、イイ女になりたいの。（FOD、2018年8月30日 - 2022年3月・月1回配信）バービーはMC、ハジメはナレーションとして出演。

### 過去の出演番組
- おもいッきりDON!1025（日本テレビ、2009年3月 - 9月・毎週月曜日）

『DONピシャランキング』コーナーレギュラー
- サカスさん（TBS、2009年4月 - 9月・毎週木曜日）

『極スイーツ!』コーナーレギュラー
- エンタの天使（日本テレビ、2008年5月7日）

キャッチコピーは「男と女の甘味処」
- お笑いDynamite!（TBS、2009年12月29日）

キャッチコピーは「新東京ラブストーリー」
- FNS27時間テレビ!! みんな笑顔のひょうきん夢列島!!（フジテレビ）

「若手芸人が集まるお店」のコーナーに出演。
- ラジかるッ（日本テレビ、2008年8月6日・22日）
- 33分探偵（フジテレビ、2008年8月23日）本人役
- ネプリーグ（フジテレビ）バービーのみで1回、コンビで1回
- 笑っていいとも!（フジテレビ、2008年9月1日・10月13日）
- 爆笑問題のドッキリ パニックフェイス王（TBS、2008年9月9日）
- ズームイン!!SUPER（日本テレビ）かがやき人のコーナー
- ザ・イロモネア（TBS）『ゴールドラッシュ』に出場し、イロモネア出場権獲得。
- 爆笑レッドカーペット（フジテレビ、不定期）キャッチコピーは「恋に恋して」

2008年7月23日、初出演にしてレッドカーペット賞を受賞。2010年3月20日にバービーのみ、いとうあさこ&隅田美保（当時アジアン）とのコラボで再受賞
コラボカーペットでは狩野英孝&柳原可奈子、チャンカワイ（Wエンジン）、ゆってぃ&渡辺直美（バービーのみ、ゆってぃ隊名義）、Wエンジン&姫ちゃん（バービーのみ）、田中卓志（アンガールズ）&小野まじめ（クールポコ。）（バービーのみ）と共演。
- THE MONOMANE（TBS、2008年12月9日）
- 笑点Jr.（日テレプラス、2009年3月22日）

「こいつは凄芸!そいつは頂!!」に出演。
- お笑い芸人歌がうまい王座決定戦スペシャル（フジテレビ、2009年5月19日準優勝・2010年6月8日優勝）
- 人志松本の○○な話（フジテレビ、2009年7月21日）ハジメのみ
- めちゃ×2イケてるッ!（フジテレビ、2009年9月5日）
- 登龍門 ニューカマーズ ルパンの厨房（フジテレビ、2009年11月9日）
- ドラマスペシャル 離婚シンドローム（日本テレビ、2010年6月30日）
- 世界一受けたい授業（日本テレビ、2010年8月7日）
- 24時間テレビ 「愛は地球を救う」（日本テレビ、2010年8月29日）テレビ岩手の中継コーナーに出演（岩手県限定）。
- 『ぷっ』すま（テレビ朝日、2011年5月24日）- 「オレコツ!オークション」
- クイズ雑学王（テレビ朝日　不定期）
- 本気プリ〔マジプリ〕（CBCテレビ ハジメのみ不定期）
- オールスター後夜祭（2019年4月7日[12]、TBS）
- TOKIOカケル（2021年4月 - 2023年9月、フジテレビ）バービーのみエンジェルちゃんとして不定期出演。
- シネマにフォーリンラブ（朝日放送、不定期番組）- MC・冠番組

### テレビドラマ
- 美咲ナンバーワン!!（日本テレビ、2011年1月12日 - 3月16日）南方 健治 役（ハジメのみ）

### CM
- コロプラ「白猫テニス」（2016年）

## 作品

### DVD
- 嫌いになれない!!（ジェネオン、2009年6月）